# Борисович, Юрий Григорьевич
Ю́рий Григо́рьевич Борисо́вич  (30 мая 1930 года, Камень-на-Оби, Алтайский край — 16 июля 2007 года, Воронеж) — советский и российский математик, доктор физико-математических наук, профессор, заслуженный деятель науки  Российской Федерации (1995), Соросовский профессор.

## Биография
Юрий Григорьевич Борисович родился 30 мая 1930 года в г. Камень-на-Оби, Алтайский край. В 1948 г. окончил с золотой медалью школу № 1 в г. Кемерово и поступил в Казанский университет. Окончил физико-математический факультет Казанского университета в 1953 г., затем учился два года в аспирантуре Казанского университета у профессора Б. М. Гагаева и досрочно защитил кандидатскую диссертацию. В 1955 году по приглашению профессора М. А. Красносельского вместе с семьей переехал в Воронеж и стал сотрудником кафедры функционального анализа и дифференциальных уравнений Воронежского государственного университета.
В Воронеже за короткий срок Ю. Г. Борисович получил ряд фундаментальных научных результатов, на основе которых он в 1964 году успешно защитил докторскую диссертацию, а в 1967 году ему было присвоено учёное звание профессор. В 1963 г. Ю. Г. Борисович возглавил кафедру алгебры и топологических методов анализа Воронежского государственного университета, которой он заведовал до 2000 года, а затем до конца жизни оставался профессором этой кафедры. Работая на кафедре, Ю. Г. Борисович организовал и возглавил цикл исследований по актуальным направлениям применений топологических методов в современном нелинейном функциональном анализе. К этим исследованиям он привлек широкий круг коллег и учеников — студентов и аспирантов, которые составили в скором времени основу созданной им научной школы. Результаты этой работы отражены в цикле монографий и обзорных статей, написанных с участниками этого коллектива. Всего перу Ю. Г. Борисовича принадлежит более 230 печатных работ.
В своей деятельности Ю. Г. Борисович большое значение придавал педагогической работе. Он возглавлял работу по совершенствованию и модернизации курсов алгебры, топологии, дифференциальной геометрии, спецкурсов для студентов и аспирантов. Выпущенный им совместно с Н. М. Близняковым, Я. А. Израилевичем и Т. Н. Фоменко университетский учебник «Введение в топологию» трижды был издан в России, переиздан на английском и китайском языках и пользуется большой популярностью. Ю. Г. Борисович неизменно придерживался концепции о необходимости широкого фундаментального образования для математиков (им, например, читались лекции по всем основным математическим курсам, а также по небесной механике, квантовой теории поля, теории особенностей отображений).
Ю. Г. Борисович являлся одним из постоянных организаторов Воронежских математических школ. С его участием формировалась топологическая секция школы, он неоднократно был научным руководителем этой школы. Ю. Г. Борисович был вице-президентом Воронежского математического общества. В 1995 году ему было присвоено почётное звание «Заслуженный деятель науки РФ». С 1999 г. он являлся действительным членом Академии нелинейных наук и лауреатом государственной научной стипендии для выдающихся ученых России.

## Семья
Жена Борисович Галина Николаевна (21 февраля 1930 г. — 22 декабря 2018 г.) окончила с отличием физико-математическое отделение Казанского университета. Работала преподавателем кафедры высшей математики Воронежского технологического института. За многолетний добросовестный труд была награждена медалью «Ветеран труда».
Сын Борисович Андрей Юрьевич (11 февраля 1961 г. — 11 декабря 2008 г.) окончил с отличием математический факультет Воронежского университета. Работал преподавателем на кафедре высшей математики Воронежского инженерно-строительного института. В 1988 г. защитил в ВГУ кандидатскую диссертацию. Докторскую диссертацию защитил в 1998 г. в Гданьском университете (Польша). Работал заместителем директора Института математики и заведующим кафедрой прикладной математики и теории вероятностей Гданьского университета.
Дочь Борисович Ольга Юрьевна (род. 29 сентября 1953 г.) закончила в 1976 г. математический факультет Воронежского университета. Работала в НИИ Математики Воронежского университета и преподавателем кафедры высшей математики в Воронежском государственном университете инженерных технологий.

## Основные темы научной деятельности
Ю. Г. Борисович является основателем широко известной научной школы топологических методов в нелинейном функциональном анализе. Его учениками являются как российские, так и зарубежные математики, среди которых 30 кандидатов и 8 докторов наук (Ю. И. Сапронов, В. Г. Звягин, В. В. Обуховский, Б. Д. Гельман, Ю. Е. Гликлих, Т. Н. Фоменко, П. Менц, Н. М. Бенкафадар). Подробнее о школе Ю. Г. Борисовича можно прочесть в сборнике «Ведущие научные школы: Справочно-информационные материалы», Воронеж, Воронежский государственный университет, 2001.
Сферу научных интересов Ю. Г. Борисовича составило развитие новых исследований — в теории топологической степени фредгольмовых, монотонных и многозначных отображений, по применениям топологических методов в теории характеристик отображений конечномерных и бесконечномерных многообразий с приложениями к проблемам разрешимости нелинейных уравнений в задачах геометрии, физики, теории оптимизации, многозначного анализа. Важную роль в этих исследованиях сыграли метод компактного сужения, метод конечномерных редукций и теория относительного вращения векторных полей.
Многие направления научных исследований школы Ю. Г. Борисовича отражены в 15 томах научных трудов в серии межвузовских сборников «Новое в глобальном анализе», главным редактором которой он являлся. Одиннадцать из этих томов изданы (совместно с Ю. Е. Гликлихом) на английском языке в серии Lecture Notes in Mathematics (издательство Springer-Verlag) в пяти томах «Global Analysis — Studies and Applications» (1984—1992).

## Основные публикации
Книги
- Ю. Г. Борисович, Н. М. Близняков, Я. А. Израилевич, Т. Н. Фоменко, Введение в топологию: Учебное пособие. Изд. 3-е, испр. и доп. М.: ЛЕНАНД, 2015 (Классический учебник МГУ).
- Ю. Г. Борисович, Б. Д. Гельман, А. Д. Мышкис, В. В. Обуховский, Введение в теорию многозначных отображений и дифференциальных включений, Изд. 3-е, М.: ЛИБРОКОМ, 2016.

Статьи
- Ю. Г. Борисович, «Об одном применении понятия вращения векторного поля» // Докл. АН СССР, 153:1 (1963), 12-15.
- Ю. Г. Борисович, «Об уравнениях со слабо и вполне непрерывными операторами» // УМН, 19:2(116) (1964), 197—199.
- Ю. Г. Борисович, Ю. И. Сапронов, «К топологической теории уплотняющих операторов» // Докл. АН СССР, 183:1 (1968), 18-20.
- Ю. Г. Борисович, Ю. И. Сапронов, «О некоторых топологических инвариантах нелинейных фредгольмовых отображений» // Докл. АН СССР, 196:1 (1971), 12-15.
- Ю. Г. Борисович, В. Г. Звягин, Ю. И. Сапронов, «Нелинейные фредгольмовы отображения и теория Лере-Шаудера» // УМН, 32:4(196) (1977), 3-54.
- Ю. Г. Борисович, Я. А. Израилевич, Т. Н. Щелокова, «К методу спектральной последовательности А. Бореля в теории эквивариантных отображений» // УМН, 32:1(193) (1977), 161—162
- Ю. Г. Борисович, «Топология и нелинейный функциональный анализ» // УМН, 34:6(210) (1979), 14-22.
- Ю. Г. Борисович, Б. Д. Гельман, А. Д. Мышкис, В. В. Обуховский, «Топологические методы в теории неподвижных точек многозначных отображений» // УМН, 35:1(211) (1980), 59-126.
- Ю. Г. Борисович, Б. Д. Гельман, А. Д. Мышкис, В. В. Обуховский, «Многозначные отображения» // Итоги науки и техники. Сер. Мат. анал., 19 (1982), 127—230.
- Ю. Г. Борисович, Б. Д. Гельман, А. Д. Мышкис, В. В. Обуховский, «Многозначный анализ и операторные включения» // Итоги науки и техн. Сер. Соврем. пробл. мат. Нов. достиж., 29 (1986), 151—211.
- Ю. Г. Борисович, Б. Д. Гельман, А. Д. Мышкис, В. В. Обуховский, «О новых результатах в теории многозначных отображений. I. Топологические характеристики и разрешимость операторных соотношений» // Итоги науки и техн. Сер. Мат. анал., 25 (1987), 123—197.
- Ю. Г. Борисович, «Топологические характеристики бесконечномерных отображений и разрешимость нелинейных краевых задач» // Тр. МИАН СССР, 193 (1992), 42-48.
- Ю. Г. Борисович, Б. М. Даринский, О. В. Кунаковская // «Применение топологических методов для оценки числа продольных упругих волн в кристаллах», ТМФ, 94:1 (1993), 146—152.
- Ю. Г. Борисович, В. В. Обуховский, «О задаче оптимизации для управляемых систем параболического типа» // Тр. МИАН, 211 (1995), 95-101.
- Ю. Г. Борисович, «Топологические характеристики и исследование разрешимости нелинейных проблем» // Изв. вузов. Матем., 1997, 2, 3-23.
- Ю. Г. Борисович, «Теория фредгольмовых отображений и некоторые задачи оптимального управления» // Итоги науки и техн. Сер. Соврем. мат. и её прил. Темат. обз., 68 (1999), 27-48.

## Память
Юрий Григорьевич Борисович. Каким он был… [Текст] : к 80-летию со дня рождения / [сост. : Н. М. Близняков, Т. Н. Фоменко (Щёлокова)]. — Воронеж : Изд.-полигр. центр Воронежский гос. ун-т, 2010. — 127 с. : фот.; 30 см; ISBN 978-5-9273-1669-4.
22 марта 2017 на улица Театральная, 19 в Воронеже установлена мемориальная доска Ю. Г. Борисовичу.